# Pont del Cairat
El pont del Cairat era un pont sobre el riu Llobregat construït al congost del Cairat, al municipi d'Esparreguera, possiblement d'origen andalusí, del qual es conserven uns pocs vestigis a l'esquerra del riu, vora la resclosa del Cairat.

## Descripció
Era un pont de 60 metres de llarg i 2,5 metres d'ample, de quatre o cinc ulls, amb arcs rebaixats i de carreus amb aparell de llarg i través. A l'estrep s'observa la utilització de l'opus caementicium, tècnica molt generalitzada a l'Àndalus. L'arcada més gran salvaria l'estret engorjat del riu, al marge dret només calia una arcada, doncs la muntanya s'enfila ràpidament, i al marge esquerre hi havia dues o tres arcades petites, en una zona plana, necessàries per a evitar aquesta zona fàcilment inundable en anys de gran cabal.
El pont formaria part del camí de Manresa a Esparreguera. Prop del pont, a la riba dreta, hi ha l'ermita de Santa Margarida del Cairat, o de Saplanca, i a la riba esquerra hi ha Can Tobella, el castell de les Espases i l'església de Sant Salvador de les Espases.

## Història
No hi ha cap referència del pont anterior al segle xviii, quan l'any 1759 es fa una petició de construir-ne un al mateix lloc on n'hi havia hagut un anterior. El nom de l'ermita de Santa Margarida de Saplanca fa pensar en l'existència d'una passera (palanca) possiblement de fusta, anterior al pont de pedra. El pont podria haver estat construït al segle viii, i possiblement va ser destruït per una crescuda del riu o per una acció bèl·lica al segle XI o XII, cosa que explicaria l'absència de documentació.